# Вышеславский, Глеб Анатольевич
Глеб Анатольевич Вышесла́вский (род. 6 мая 1962 года, Киев) — украинский художник, искусствовед, член Национального союза художников Украины, Международной ассоциации «Искусство народов мира», Москва; Международного союза художников «Sztuka bez Granic», Краков; Ассоциации независимого искусства «Terra» Киев. Автор живописных и графических произведений, инсталляций, перформансов и энвайронментов. Участник движения сквоттеров 1980-х гг., представитель
Новой украинской волны.
Один из основателей и куратор Международного союза художников «Клуб 1/1», Москва (1990—1994). Основатель и главный редактор журнала «Terra Incognita» (1993—2001), главный редактор киевского журнала «Галерея» при ЦСИ «Совиарт» (2007—2010), Ассоциации современного искусства с 2003 г. Участник 50-й Венецианской биеннале современного искусства. Куратор и участник многих художественных проектов, которые демонстрировались в следующих странах: Украина, Россия, Франция, Швеция, Дания, Италия, Словакия, Испания, Германия, Нидерланды, Польша и др. Автор многочисленных теоретических публикаций по вопросам современного искусства.
Произведения представлены в Музее современного искусства г. Сараево, Хорватия; в Художественном музее г. Ментон, Франция; Национальном художественном музее Украины, Киев; Художественном музее, г. Сумы, Украина и др..

## Награды
Лауреат ассоциации «Искусство народов мира», Москва; 1998

## Биография и творчество

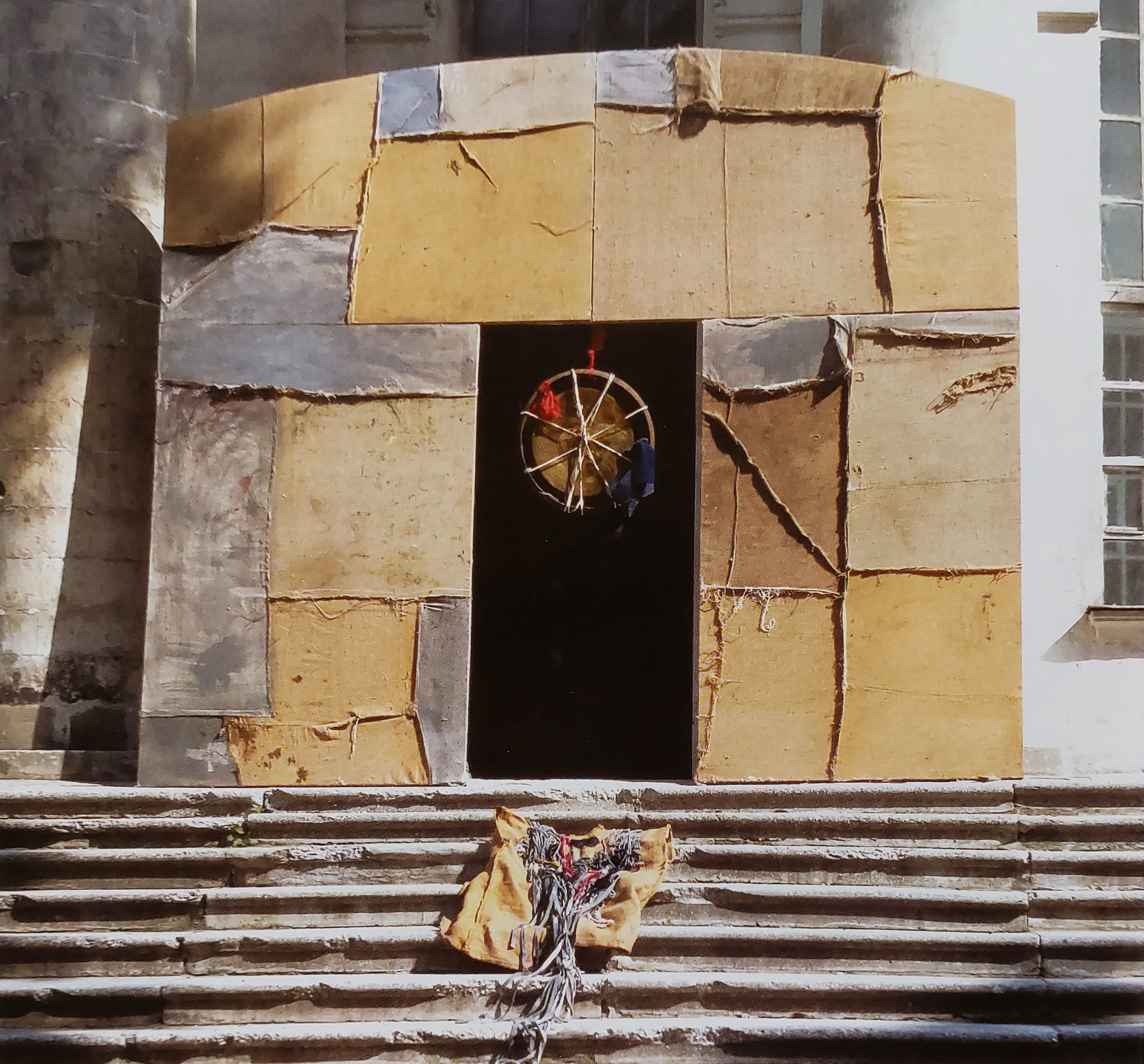
Глеб Вышеславский. Ворота солнца. Инсталляция. 1989

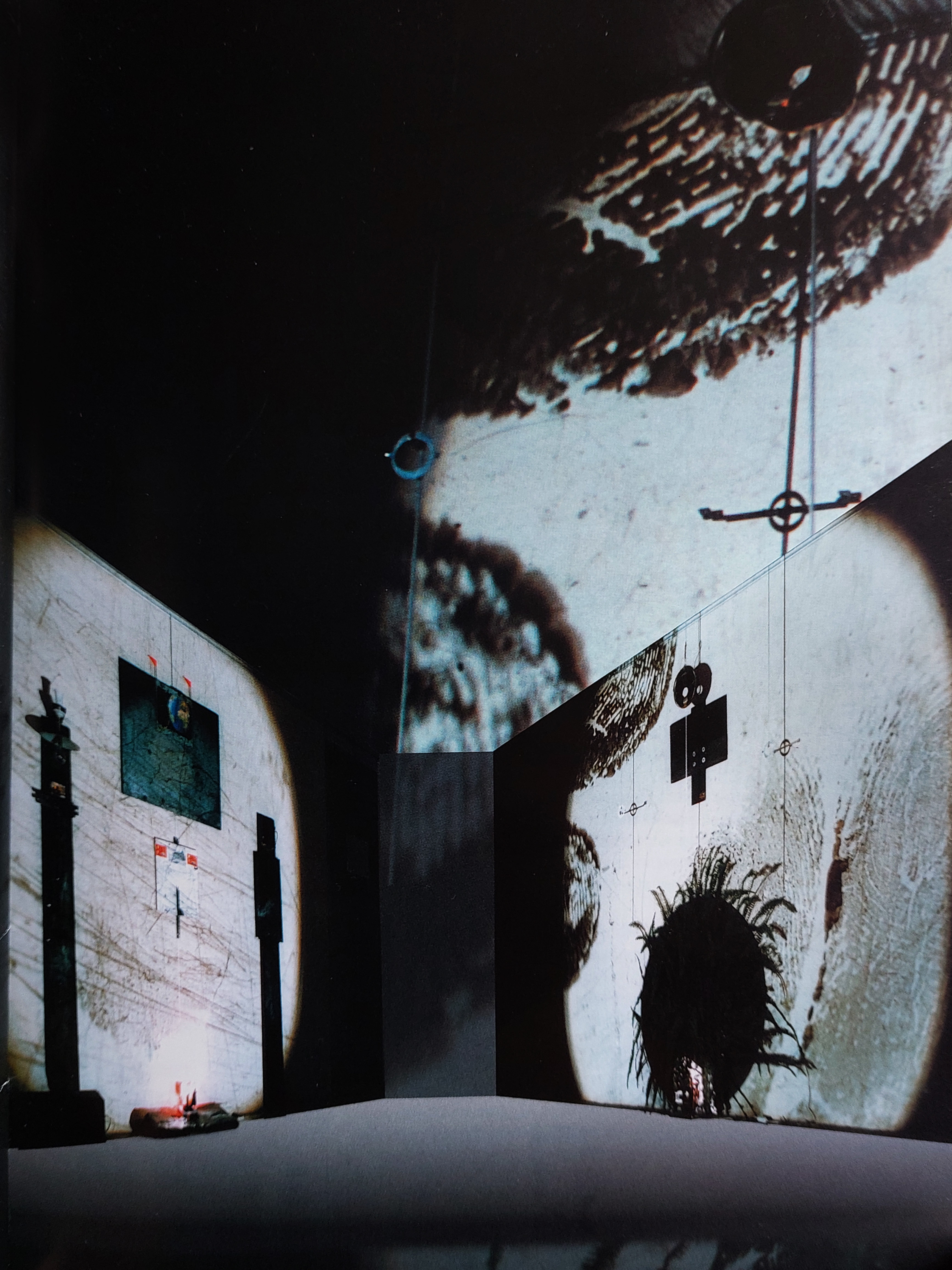
Глеб Вышеславский. Арт объект «Присутствие». 1992

Глеб Вышеславский родился в Киеве 6 мая 1962 года, окончил Республиканскую художественную школу (1980)..
Окончил Московский Полиграфический институт. Среди преподавателей — Д. Бисти, М. Митурич, А. Черневич. Продолжил обучение в École nationale supérieure des beaux-arts, Рaris. (1989 −1993) в мастерской К. Болтанского. Учился в Национальной академии изобразительного искусства и архитектуры, искусствоведение (1993—1997).
Был одним из создателей объединения «Клуб 1/1», который провел несколько выставок в Москве, Италии и Германии. В выставках участвовали: Азизова, Алексеев, Антошина-Машукова, Беляев, Виноградов, Гарунов, Добер, Литвин, Мамонов, Петлюра, Пономарев, Преображенский, Чернишов, Элмар."
Вышеславский Г. с 1990 года работал преимущественно с инсталляциями и энвайронментами:
"Инсталляция строится не только из вещей, но и пространства между ними … Но если в композиции предпочтение отдается пространству, это уже энвайронмент … Я открыл для себя язык инсталляций и энвайронмента как наиболее подходящий для воплощения собственных замыслов. Каждая вещь окружена ассоциациями, историей. Если рядом с ней появляется вторая вещь, она привносит не только свои ассоциации, но и влияет на содержание первой. Пространство между ними также начинает говорить. Это позволяет строить из вещей, а точнее из ассоциаций — художественные образы, содержательные фразы, а из последних — художественные образы. "
С 1986 г. участвовал в Молодёжных выставках Союза Художников Москвы (МОСХ) и в Киеве (КОНСХУ), первых выставках «Совиарт». В 1988 г. принял участие во Всеукраинской молодёжной выставке в составе группы, «Седнев-88», в которой были так же Бабак, Гейко, Жук, Керестей, Маков, Ройтбурд, Сухолит и др.
Особенность творчества Вышеславского — концептуальная основа художественного образа в сочетании с эмоциональной, манерой его воплощения, что влияет на выбор художественных средств
Г. Вышеславский в 1993 году основал и стал главным редактором журнала «Terra incognita» — первого украинского частного, независимого, некоммерческого журнала по вопросам теории и практики современного визуального искусства (1993—2001; периодичность 1-2 номера в год).
С 2003 года сотрудничает с Ассоциацией современного искусства. Был участником 50-й Венецианской биеннале современного искусства. На следующей, 51-й Венецианской биеннале (2005) был назначен членом экспертного совета от Украины. Был главным редактором журнала «Галерея» (2007—2010).
В составе группы «Контра Банда» (с 2006 г) занимался акциями стрит-арта, совместно с группой «Г. В. Х.» (названной по первым буквам фамилий художников Голуб, Вышеславский, Харченко) создавал проекты цифрового и медийного искусства
В качестве куратора выставочных проектов был соучредителем Биеннале «Месяц фотографии в Киеве» (2003 г.), со-куратором выставки «10 лет Института проблем современного искусства», со-куратором галереи «АРТ-14».
С 2000 года — автор многочисленных искусствоведческих исследований и публикаций в специализированных изданиях и массовой прессе, продолжает творческую и выставочную деятельность в разных странах.

### Персональные выставки
- 1989 — Галерея «Дом-100», Москва
- 1990 — Галерея «Арбат», Москва
- 1990 — Выставочный зал ассоциации «Cite des Arts», Париж
- 1992 — Galleri de Maison Franсе-Russe, Ніцца, Франція
- 1997 — «Presence IV», Музей одной улицы, Киев
- 2001 — «Back side», галерея «Совиарт», Киев
- 2002 — «Clones» : галерея «Ирэна», Киев; галерея «М. Кабаре», Ницца, Франция
- 2003 — «Юг—Север», Французский культурный центр, Киев
- 2004 — «За стеклом». Галерея «Ирэна». Киев
- 2005 — «Поля времени». Галерея «Ірэна». Киев
- 2005 — «Вода. Трава. Песок». «Нарбутас», Киев
- 2007 — Галерея «Ірэна». Киев
- 2007 — «Летают», выставка в рамках международного проекта «Караван». Самарканд